# Kirill Ladygin

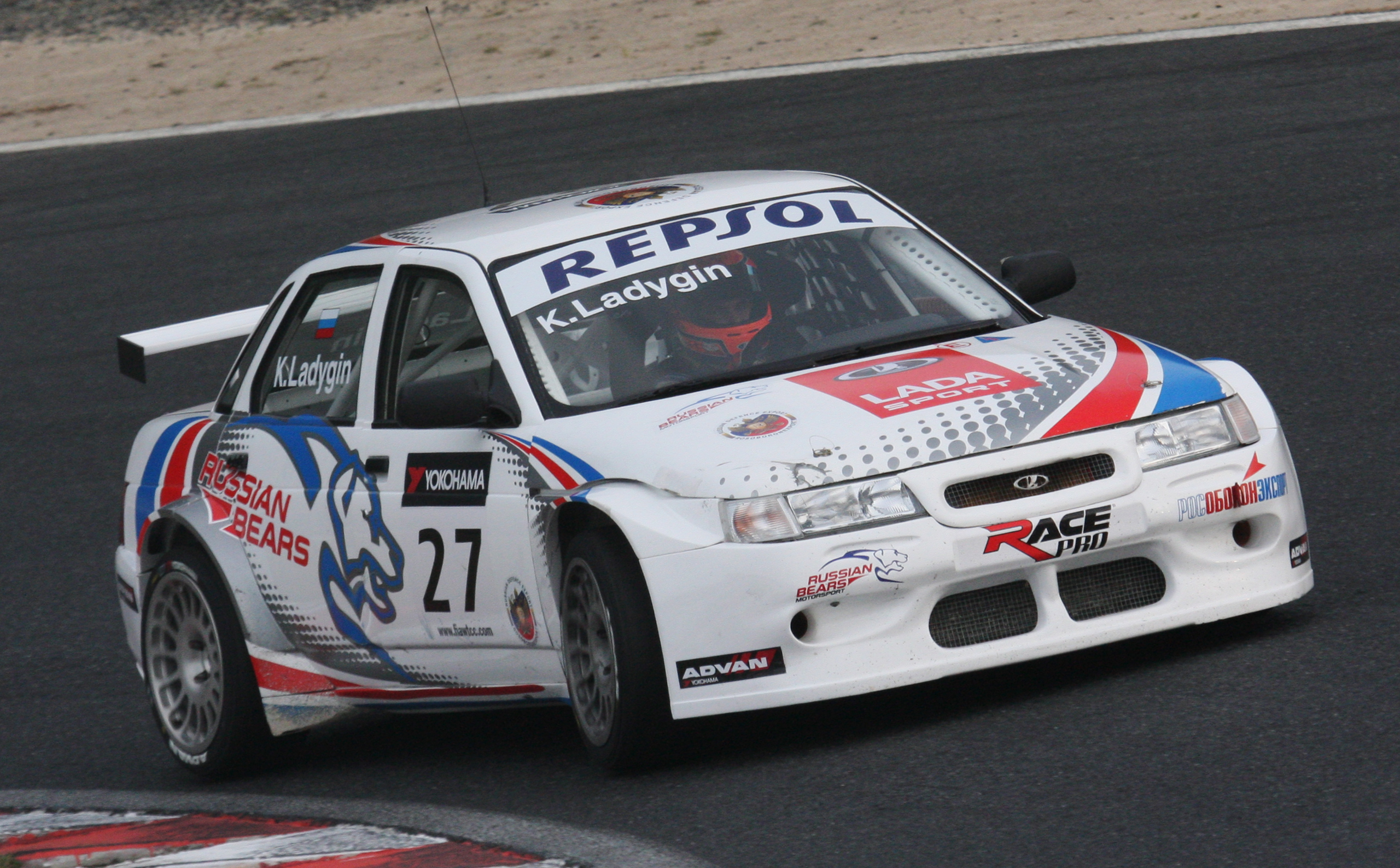
Kirill Ladygin i Lada 110 i FIA WTCC Race of Japan 2008.

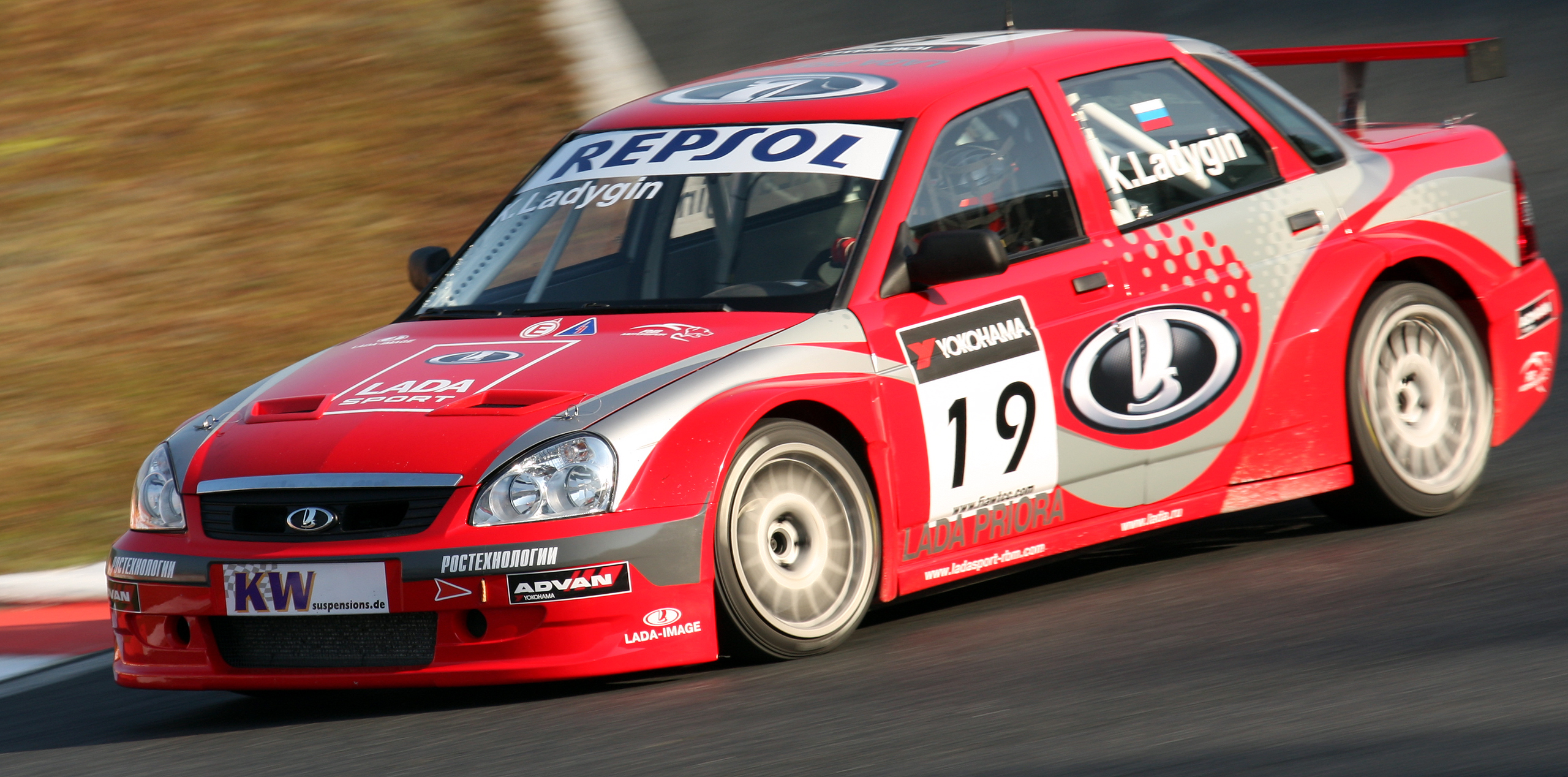
Kirill Ladygin i Lada Priora i FIA WTCC Race of Japan 2009.

Kirill Sergejevitj Ladygin (ryska: Кирилл Сергеевич Ладыгин), född 17 december 1978 i Jekaterinburg, är en rysk racerförare. Under vintern brukar han även tävla i isracing.

## Racingkarriär
Ladygin tävlade i ryska kartingmästerskap, som han var mycket framgångsrik i, fram till och med 2003, då han blev tilldelad titeln "Открытие года" (Årets genombrott) av tidningen Za rulem (За рулем). Under 2004 tävlade han i Lada Revolution Championship, en klass med enbart Ladas konceptbil, Lada Revolution. Redan under sin första säsong tog han titeln, och sedan dess har han nästan alltid tävlat för bilmärket Lada. Under säsongen tävlade han även i formelbilsmästerskapet Formula 1600 Russia, utan större framgångar. Ladygin fortsatte i Lada Revolution Championship även 2005, då han slutade på tredje plats, och 2006, då han tog sin andra titel. Under dessa år varvade han racingen med lite karting, samt isracing på vintern.
Under säsongen 2007 var Ladygin tillbaka i Formula 1600 Russia och körde till sig en åttondeplats totalt. Det var sista gången ryssen tävlade i formelbil, då han sedan gick över till standardvagnsracing till 2008. Det var Touring Light-klassen i Russian Touring Car Championship som han hamnade i då. Säsongen slutade med en tredjeplats, samtidigt som han blev framröstad till "Лучший гонщик" (Årets förare) av tidningen Za rulem (За рулем). Ladygin körde även fyra tävlingshelger med Ladateamet, Russian Bears Motorsport, i World Touring Car Championship. Han plockade inga poäng i det totala mästerskapet, men dock ett antal i privatförarcupen, som han slutade på tjugonde plats i.
2009 blev det full satsning från Ladas sida, och Ladygin körde hela säsongen i World Touring Car Championship, först i en Lada 110, innan den blev utbytt mot den nyare modellen, Priora. De tilläts inte tävla i privatförarcupen detta år, eftersom de tävlade som fabriksteam. Ladan räckte inte riktigt till, så Ladygin lyckades inte plocka några poäng. Efter säsongen försvann Lada från WTCC, då de valt att satsa alla sina pengar på Renaults Formel 1-team.
Under 2010 tävlade Ladygin främst i R2-klassen i det ryska rallymästerskapet, som han slutade trea i. 2011 är han dock tillbaka i standardvagnar och tävlar i det nystartade mästerskapet European Production Series.
| År                                               | Klass/Mästerskap                                               | Team                     | Bil                       | Totalt/poäng   | Bästa placering           |
| ------------------------------------------------ | -------------------------------------------------------------- | ------------------------ | ------------------------- | -------------- | ------------------------- |
| 2002                                             | Formula RUS                                                    | ?                        | AKKC FR 02/2 (Alfa Romeo) | 14:e/34p       | ?                         |
| 2004                                             | Formula 1600 Russia                                            | ?                        | ?                         | 13:e/3p        | ?                         |
| 2004                                             | Lada Revolution Championship                                   | ?                        | Lada Revolution           | 1:a/?p         | ?                         |
| 2005                                             | Lada Revolution Championship                                   | ?                        | Lada Revolution           | 3:a/68p        | ?                         |
| 2006                                             | Lada Revolution Championship                                   | ?                        | Lada Revolution           | 1:a/159p       | ?                         |
| 2007                                             | Formula 1600 Russia                                            | ?                        | ?                         | 8:a/41p        | ?                         |
| 2007                                             | Gonka Zvezd                                                    | ?                        | Lada Kalina               | 3:a            | 3:a                       |
| 2008                                             | Russian Touring Car Championship - Touring Light               | ?                        | ?                         | 3:a/?p         | ?                         |
| 2008                                             | World Touring Car Championship                                 | Russian Bears Motorsport | Lada 110                  | -/0p           | 19:e i Okayama (Race 1)   |
| 2008                                             | World Touring Car Championship - Yokohama Independents' Trophy | Russian Bears Motorsport | Lada 110                  | 20:e/4p        | ?                         |
| 2009                                             | World Touring Car Championship                                 | LADA Sport               | Lada 110 2.0/Lada Priora  | -/0p           | 11:a i Marrakech (Race 2) |
| 2011                                             | Gonka Zvezd                                                    | ?                        | Lada Kalina               | 1:a            | 1:a                       |
| 2011                                             | European Production Series                                     | ?                        | ?                         | säsongen pågår | säsongen pågår            |
| Senast uppdaterad: 2011-05-01 (4969 dagar sedan) |                                                                |                          |                           |                |                           |